# Kwangchul Youn
Kwangchul Youn (Chungju, 1966) es un bajo surcoreano e intérprete habitual de óperas de Richard Wagner.

## Biografía
Nació en Chungju (Corea del Sur) y estudió canto en la Universidad de Chungju y su debut operístico fue en 1988 en Seúl donde haría el papel de De Sirieux de la obra Fedora de Umberto Giordano. Se trasladó la Academia Nacional de Música de Bulgaria y después a la Universidad de las Artes de Berlín graduándose en 1993. Ese mismo año gana el premio Operalia y se integra en los cuerpos estables de la Ópera Alemana de Berlín hasta 2004.
Youn, bajo de voz profunda, ha interpretado numerosos roles wagnerianos como Gurnemanz en Parsifal, Hunding en La valquiria, Fasolt en El oro del Rin, Rey Markel en Tristán e Isolda o Daland en El holandés errante; ese conocimiento del estilo wagneriano le ha llevado a ser invitado en numerosas ocasiones al Festival de Bayreuth, debutando en 1996 con el rol del sereno en Los maestros cantores de Núremberg.
Además de papeles wagnerianos, Youn también ha abordado roles italianos y franceses como Ramfis en Aida o Felipe II en Don Carlos ambas de Giuseppe Verdi, el rol homónimo de Mefistófeles de Arrigo Boito o Narbal de Los troyanos de Hector Berlioz. También ha abordado roles mozartianos como Sarastro en La flauta mágica o el condestable en Don Giovanni.
Youn ha actuado en las casas de ópera más importantes del mundo como la Ópera de Viena, el Covent Garden, la Ópera de París, la Scala de Milán, la Ópera del Metropolitan de Nueva York, la Ópera Estatal de Baviera, Teatro Colón de Buenos Aires o el Teatro Real de Madrid. Ha trabajado con directores de orquesta tan prestigiosos como Daniel Barenboim, René Jacobs o Semyon Bychkov.